# -1 (число)
Мі́нус оди́н, −1 — ціле число, більше, ніж (−2), і менше, ніж 0. Число −1 — протилежне число для 1, тобто, при додаванні цього числа до 1 в результаті утворюється 0. Найбільше від'ємне ціле число.

## Алгебричні властивості
Мінус одиниця має ряд властивостей, схожих із властивостями числа 1.
- Множення на мінус одиницю зберігає модуль множника, але змінює знак:

{\displaystyle (-1)\cdot x=-x}
Це можна довести, скориставшись розподільним законом і аксіомою, що 1 є нейтральним елементом:
x + (−1) ⋅ x = 1 ⋅ x + (−1) ⋅ x = (1 + (−1)) ⋅ x = 0 ⋅ x = 0.
Тут ми використали той факт, що будь-яке число x помножене на 0 дорівнює 0, що отримується скороченням з рівняння
0 ⋅ x = (0 + 0) ⋅ x = 0 ⋅ x + 0 ⋅ x.
Іншими словами,
x + (−1) ⋅ x = 0,

0, 1, −1, i та − i на комплексній або декартовій площині

отже (−1) ⋅ x є адитивно оберненим до x, тобто (−1) ⋅ x = −x, що й потрібно було довести.

### Квадрат −1
Квадрат −1, тобто −1, помножене на −1, дорівнює 1. Як наслідок, добуток двох від'ємних чисел є додатним.
Алгебричне доведення цього результату почнемо з рівняння
0 = −1 ⋅ 0 = −1 ⋅ [1 + (−1)].
Перша рівність випливає з наведеного вище результату, а друга — з визначення −1 як адитивно оберненої до 1: саме це число, додане до 1, дає 0. Тепер, використовуючи розподільний закон, маємо
0 = −1 ⋅ [1 + (−1)] = −1 ⋅ 1 + (−1) ⋅ (−1) = −1 + (−1) ⋅ (−1).
Третя рівність випливає з того факту, що 1 є нейтральним елементом. Але тепер додавання 1 до обох частин цього останнього рівняння означає
(−1) ⋅ (−1) = 1.
Наведені вище аргументи справедливі в будь-якому кільці, концепції абстрактної алгебри, що узагальнює цілі та дійсні числа.

### Квадратні корені з −1
Хоча не існує дійсних квадратних коренів з −1, комплексне число i задовольняє i2 = −1, і тому його можна розглядати як квадратний корінь з −1. Єдине інше комплексне число, квадрат якого дорівнює −1, — це −i оскільки існує рівно два квадратних корені з будь-якого ненульового комплексного числа, що випливає з основної теореми алгебри. В алгебрі кватерніонів — де основна теорема не застосовується — які містять комплексні числа, рівняння x2 = −1 має нескінченно багато розв'язків.

### Піднесення до цілого від'ємного степеня
Піднесення до степеня ненульового дійсного числа можна розширити до цілих від'ємних чисел. Приймемо, що x−1 = 1/x, тобто, ототожнимо піднесення до степеня −1 зі знаходженням оберненого числа. Тоді це визначення можна поширити на цілі від'ємні числа, зберігши правило піднесення до степеня xaxb = x(a + b) для дійсних {\displaystyle a} і {\displaystyle b}.
Піднесення до від'ємного цілого степеня можна поширити на обернені елементи кільця, визначивши x−1 як мультиплікативне обернене до x.
Показник −1 біля назви функції, не означає, що слід взяти (поточково) обернені значення цієї функції, а є позначенням оберненої функції. Наприклад, sin−1(x) є позначенням функції арксинуса, а загалом f −1(x) позначає функцію, обернену до f(x).

## Використання
- У розробці програмного забезпечення −1 є зазвичай початковим значенням для цілих чисел і також використовується, щоб показати, що змінна не містить корисної інформації.
- −1 пов'язане з тотожністю Ейлера, оскільки eiπ = −1.